# Europamesterskabet i fodbold 1992
Slutrunden om det 9. europamesterskab i fodbold, Europamesterskabet i fodbold 1992 (Euro 92), fandt sted i Sverige i perioden 10. – 26. juni 1992.
Syv lande havde kvalificeret sig, og Sverige som værtsland var automatisk med.
Oprindelig skulle det jugoslaviske fodboldlandshold have deltaget, men på grund af borgerkrigen i Jugoslavien blev de ekskluderet. I stedet deltog Danmarks fodboldlandshold, som var blevet nr. 2 efter Jugoslavien i deres kvalifikationspulje. Til den samlede sportsverdens forbløffelse vandt Danmark mesterskabet.

## Stadioner
Kampene blev spillet på følgende fire stadioner:
| Göteborg          | Stockholm (Solna) | Malmö             | Norrköping        |
| Ullevi            | Råsunda           | Malmö Stadion     | Idrottsparken     |
| ----------------- | ----------------- | ----------------- | ----------------- |
| Kapacitet: 44.000 | Kapacitet: 40.000 | Kapacitet: 30.000 | Kapacitet: 23.100 |
| Ullevi            | Råsunda           | Malmö Stadion     | Idrottsparken     |

## Indledende runde
I gruppespillet var der 2 point for en sejr, 1 point for uafgjort og 0 for nederlag.

### Gruppe 1
| Hold     | K | V | U | T | MF | MI | MF | P |
| -------- | - | - | - | - | -- | -- | -- | - |
| Sverige  | 3 | 2 | 1 | 0 | 4  | 2  | +2 | 5 |
| Danmark  | 3 | 1 | 1 | 1 | 2  | 2  | 0  | 3 |
| Frankrig | 3 | 0 | 2 | 1 | 2  | 3  | –1 | 2 |
| England  | 3 | 0 | 2 | 1 | 1  | 2  | –1 | 2 |

| 10. juni 1992 20:15 |

| Sverige         | 1 – 1     | Frankrig    |
| --------------- | --------- | ----------- |
| J. Eriksson 24' | (Referat) | Papin 58' · |

| Råsunda Stadion, Solna Tilskuere: 29.860 Dommer: Alexey Spirin (SNG) |

| 11. juni 1992 20:15 |

| Danmark | 0 – 0     | England |
| ------- | --------- | ------- |
|         | (Referat) |         |

| Malmö Stadion, Malmö Tilskuere: 26.385 Dommer: John Blankenstein (Holland) |

| 14. juni 1992 17:15 |

| Frankrig | 0 – 0     | England |
| -------- | --------- | ------- |
|          | (Referat) |         |

| Malmö Stadion, Malmö Tilskuere: 26.535 Dommer: Sandor Puhl (Ungarn) |

| 14. juni 1992 20:15 |

| Sverige    | 1 – 0     | Danmark |
| ---------- | --------- | ------- |
| Brolin 58' | (Referat) |         |

| Råsunda Stadion, Solna Tilskuere: 29.902 Dommer: Aron Schmidhuber (Tyskland) |

| 17. juni 1992 20:15 |

| Sverige                      | 2 – 1     | England    |
| ---------------------------- | --------- | ---------- |
| J. Eriksson 51' · Brolin 82' | (Referat) | Platt 4' · |

| Råsunda Stadion, Solna Tilskuere: 30.126 Dommer: José Rosa dos Santos (Portugal) |

| 17. juni 1992 20:15 |

| Frankrig  | 1 – 2     | Danmark                   |
| --------- | --------- | ------------------------- |
| Papin 60' | (Referat) | Larsen 8' · Elstrup 78' · |

| Malmö Stadion, Malmö Tilskuere: 25.673 Dommer: Hubert Forstinger (Østrig) |

### Gruppe 2
| Hold     | K | V | U | T | MF | MI | MF | P |
| -------- | - | - | - | - | -- | -- | -- | - |
| Holland  | 3 | 2 | 1 | 0 | 4  | 1  | +3 | 5 |
| Tyskland | 3 | 1 | 1 | 1 | 4  | 4  | 0  | 3 |
| Skotland | 3 | 1 | 0 | 2 | 3  | 3  | 0  | 2 |
| SNG      | 3 | 0 | 2 | 1 | 1  | 4  | –3 | 2 |

| 12. juni 1992 17:15 |

| Holland      | 1 – 0     | Skotland |
| ------------ | --------- | -------- |
| Bergkamp 75' | (Referat) |          |

| Nya Ullevi, Göteborg Tilskuere: 35.720 Dommer: Bo Karlsson (Sverige) |

| 12. juni 1992 20:15 |

| SNG             | 1 – 1     | Tyskland     |
| --------------- | --------- | ------------ |
| Dobrovolski 64' | (Referat) | Häßler 90' · |

| Idrottsparken, Norrköping Tilskuere: 17.410 Dommer: Gérard Biguet (Frankrig) |

| 15. juni 1992 17:15 |

| Skotland | 0 – 2     | Tyskland                     |
| -------- | --------- | ---------------------------- |
|          | (Referat) | Riedle 29' · Effenberg 47' · |

| Idrottsparken, Norrköping Tilskuere: 17.638 Dommer: Guy Goethals (Belgien) |

| 15. juni 1992 20:15 |

| Holland | 0 – 0     | SNG |
| ------- | --------- | --- |
|         | (Referat) |     |

| Nya Ullevi, Göteborg Tilskuere: 34.400 Dommer: Peter Mikkelsen (Danmark) |

| 18. juni 1992 20:15 |

| Holland                                      | 3 – 1     | Tyskland        |
| -------------------------------------------- | --------- | --------------- |
| Rijkaard 3' · R. Witschge 14' · Bergkamp 72' | (Referat) | Klinsmann 53' · |

| Nya Ullevi, Göteborg Tilskuere: 37.725 Dommer: Pierluigi Pairetto (Italien) |

| 18. juni 1992 20:15 |

| Skotland                                           | 3 – 0     | SNG |
| -------------------------------------------------- | --------- | --- |
| McStay 7' · McClair 16' · McAllister 84' (straffe) | (Referat) |     |

| Idrottsparken, Norrköping Tilskuere: 14.660 Dommer: Kurt Röthlisberger (Schweiz) |

## Semifinaler
| 21. juni 1992 20:15 |

| Sverige                              | 2 – 3     | Tyskland                       |
| ------------------------------------ | --------- | ------------------------------ |
| Brolin 64' (straffe) · Andersson 89' | (Referat) | Häßler 11' · Riedle 59', 88' · |

| Råsunda, Solna Tilskuere: 28.827 Dommer: Tullio Lanese (Italien) |

| 22. juni 1992 20:15 |

| Holland                     | 2 – 2 (e.f.s.) | Danmark          |
| --------------------------- | -------------- | ---------------- |
| Bergkamp 23' · Rijkaard 86' | (Referat)      | Larsen 5', 33' · |

| Nya Ullevi, Göteborg Tilskuere: 37.450 Dommer: Emilio Soriano Aladren (Spanien) |

|                                                    |       | Straffesparkskonkurrence                  |  |
| R. Koeman van Basten Bergkamp Rijkaard R. Witschge | 4 – 5 | Larsen Povlsen Elstrup Vilfort Christofte |  |

## Finale
| 26. juni 1992 20:15 |

| Danmark                  | 2 – 0     | Tyskland |
| ------------------------ | --------- | -------- |
| Jensen 18' · Vilfort 78' | (Referat) |          |

| Nya Ullevi, Göteborg Tilskuere: 37.800 Dommer: Bruno Galler (Schweiz) |

## Målscorere
3 mål
- Henrik Larsen
- Karlheinz Riedle
- Dennis Bergkamp
- Tomas Brolin

2 mål
- Jean-Pierre Papin
- Thomas Hässler
- Frank Rijkaard
- Jan Eriksson

1 mål
- Igor Dobrovolski
- John "Faxe" Jensen
- Lars Elstrup
- Kim Vilfort
- David Platt
- Stefan Effenberg
- Jürgen Klinsmann
- Rob Witschge
- Paul McStay
- Brian McClair
- Gary McAllister
- Kennet Andersson

## De danske europamestres trup
| Danmark                        | Danmark                  | Danmark           |
| Rygnummer                      | Spiller                  | Klub i 1992       |
| Målmænd                        | Målmænd                  | Målmænd           |
| ------------------------------ | ------------------------ | ----------------- |
| 1                              | Peter Schmeichel         | Manchester United |
| 16                             | Mogens Krogh             | Brøndby IF        |
| Forsvar                        |                          |                   |
| 4                              | Lars Olsen (anfører)     | Trabzonspor       |
| 2                              | John Sivebæk             | AS Monaco FC      |
| 3                              | Kent Nielsen             | AGF               |
| 17                             | Claus Christiansen       | Lyngby Boldklub   |
| 12                             | Torben Piechnik          | B 1903            |
| 6                              | Kim Christofte           | Brøndby IF        |
| Midtbane                       |                          |                   |
| 5                              | Henrik Andersen          | 1. FC Köln        |
| 7                              | John "Faxe" Jensen       | Brøndby IF        |
| 18                             | Kim Vilfort              | Brøndby IF        |
| 13                             | Henrik Larsen            | Pisa              |
| 8                              | Johnny Mølby             | Nantes            |
| 19                             | Peter Nielsen            | Lyngby Boldklub   |
| 20                             | Morten Bruun             | Silkeborg IF      |
| Angribere                      |                          |                   |
| 11                             | Brian Laudrup            | Bayern München    |
| 9                              | Flemming Povlsen         | Borussia Dortmund |
| 10                             | Lars Elstrup             | Odense Boldklub   |
| 14                             | Torben Frank             | Lyngby Boldklub   |
| 15                             | Bent "Turbo" Christensen | FC Schalke 04     |
| Træner: Richard Møller Nielsen |                          |                   |